# Erik Andersson i Skysta
Erik Andersson (i riksdagen kallad Andersson i Skysta), född 6 juni 1784 i Sevalla socken, död 28 november 1847 i Irsta socken, var en svensk riksdagsman i bondeståndet.
Andersson företrädde Tuhundra och Siende härader av Västmanlands län vid riksdagarna 1823 och 1828–1830.
Vid 1823 års riksdag var han ledamot i expeditionsutskottet. Han erhöll bondeståndets medgivande att byta ut detta uppdrag mot att vara ledamot i allmänna besvärs- och ekonomiutskottet. Han var ledamot i förstärkta statsutskottet och suppleant för fullmäktige i riksbanken.
Under 1828–1830 års riksdag var han ordningsman i bondeståndets klubb, elektor för ståndets utskottsval, ledamot i statsutskottet och deputerad att som fadder representera bondeståndet vid hertigen av Östergötlands dop. Andersson var även suppleant för fullmäktige i riksgäldskontoret. På egen begäran entledigades han från det uppdraget.